# NGC 4449
NGC 4449 ist  eine irreguläre Zwerggalaxie vom Große-Magellansche-Wolke-Typ, auch LMC-Typ genannt, im Sternbild Jagdhunde. Das Objekt ist ca. 12 Millionen Lichtjahre entfernt und ist mit einer Gesamtmasse von 30 Milliarden Sonnenmassen eine der massereichsten Galaxien ihres Typs. Der Durchmesser der Galaxie beträgt etwa 20.000 Lichtjahre. Das Radiospektrum zeigt, dass die „Zwerggalaxie“ in einen gasförmigen Halo von fast 200.000 Lichtjahren Durchmesser eingebettet ist, das ist ein bemerkenswertes, tausend Mal größeres Volumen der sichtbaren Galaxie.
Ursprünglich eine Balkenspiralgalaxie, änderte sie aufgrund enormer gravitativer Kräfte bei einer Durchdringung, also quasi Kollision mit der benachbarten Zwerggalaxie UGC 7577, die vor etwa 500 Millionen Jahren stattgefunden hat, ihre Form. Dabei entstanden heiße Gas-Areale, aus denen in weiterer Folge sogenannte Starbursts hervorgingen, Regionen mit sternformierenden Zonen. Diese treten in RGB-Aufnahmen als blaue und rote Verdichtungen hervor.
Das Objekt wurde am 27. April 1788 von dem deutsch-britischen Astronomen William Herschel entdeckt.

Detailreiche Aufnahme des Hubble-Weltraumteleskops
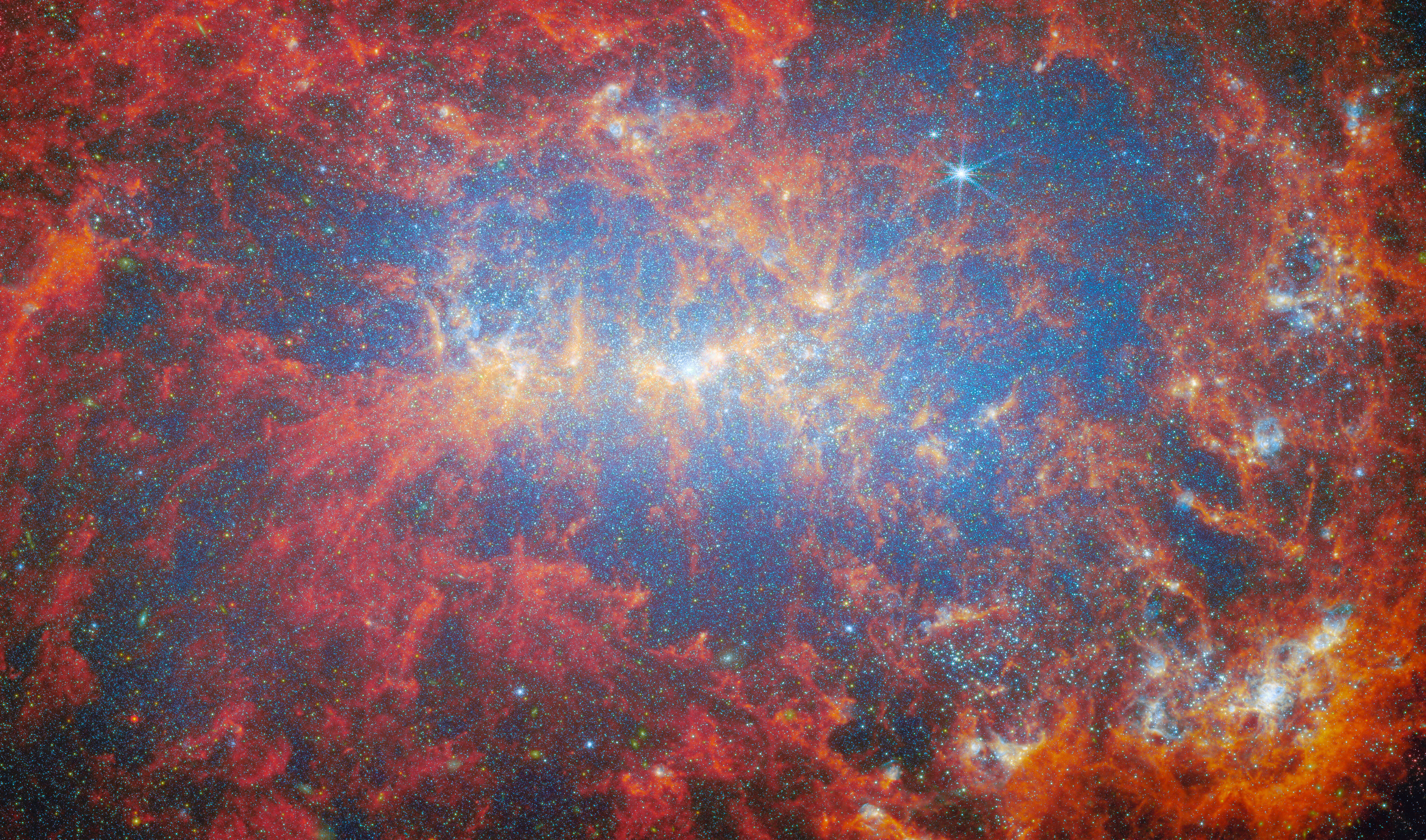
Infrarotaufnahme des Zentralbereichs von NGC 4449 mithilfe des James Webb-Weltraumteleskops